# Valerian Ciobanu
Valerian Ciobanu-Vieru (n. 2 februarie 1958, Cobîlea, raionul Șoldănești, Republica Moldova) este un scriitor și jurnalist din Republica Moldova, membru al Uniunii Jurnaliștilor din Moldova din anul 1996 și membru al Uniunii Scriitorilor din Moldova.

## Biografie
Valerian Ciobanu a absolvit școala medie în localitatea sa de baștină, Cobîlea (1975). A absolvit facultatea de jurnalism a USM în anul 1979. A fost membru al Comsomolului din URSS în 1972-1986. 
A studiat la Centrul de perfecționare a cadrelor din industria Turismului (2005-2011), Stagieri peste hotare (Polonia) în domeniul jurnalisticii.
A funcționat timp de un deceniu la TVM în calitate de redactor de programe social-politice. Timp de doi ani a fost angajatul Secției de filosofie, drept și sociologie a Academiei de Științe a Republicii Moldova. După doi ani la Academia de Științe, a continuat activitatea la Facultatea de jurnalism a USM și în redacția unui ziar al Asociației de Producție „Alfa” din Chișinău, producătorul principal de televizoare din Republica Moldova. A activat la ziarul raional din Rîșcani, la Nezavisimaia Moldova, Luceafărul, Libertatea, Glasul Națiunii, Moldova Suverană, Literatura și Arta, revistele Mediul Ambiant, Alunelul și alte ediții periodice. În 2008 a lucrat la Centrul Național de Perfecționare a Cadrelor din Industria Turismului a Ministerului Culturii și Turismului din Republica Moldova. A participat la elaborarea enciclopediei Localitățile Republicii Moldova în 15 volume. Din anul 2017 a lucrat ca specialist principal la Judecătoria Chișinău, sediul Buiucani. Este membru al Uniunii Scriitorilor din Republica Moldova. În anul 2019 a fost inclus în Enciclopedia scriitorilor români contemporani de pretutindeni, autori: Mihai Cimpoi, Traian Vasilcău.

## Operа
- Teatrul „Satiricus”, la un deceniu de existență, 2000
- Ion Daghi: Interferența destinelor: [despre Ion Daghi, pictor, dr. în pedagog...], 2000
- Romanul pictorului îndrăgostit, 2001
- Miriada artistului plastic: [despre creația artistului plastic Glebus Sainciuc...], 2003
- Popas în Valea Adîncă: Reportaje literare, Pontos, 2005
- Potop din senin, Pontos, 2005
- Cobîlea: Izvoare de lumină, 2006
- Din lutul iubirii: (Poezii, reportaje literare), 2007
- Satul Petreni: (file de istorie), 2009 (în colaborare cu Ion Buga, Vasile Cazacu)
- Memorie pulsativă, Pontos, 2010
- AVE numele tău, 2011
- Fulgere în tunel,  povestiri SF., Grafema Libris, 2012
- Destăinuiri deasupra Carpaților: (Narațiuni fantastice), Labirint, 2016
- Aproape de Carpați. (Povestire fantastică), Gens Latina, Alba Iulia, 2017
- Rezervația morții: (roman), Coresi Publishing House, București, 2018[4]
- Iubind-o pe Amara, Media Ton, Chișinău, Canada, 2023